# B-VM i håndbold 1987 (mænd)
B-Verdensmesterskabet i håndbold for mænd 1987 var det sjette B-VM i håndbold for mænd, og turneringen med deltagelse af 16 hold afvikledes i Sydtyrol i Italien i perioden 17. – 28. februar 1987. Turneringen fungerede som kvalifikation til den olympiske håndboldturnering i 1988, og holdene spillede om to ledige pladser ved OL.
Turneringen blev vundet af Sovjetunionen, som i finalen besejrede Tjekkoslovakiet med 23-18, og de to hold kvalificerede sig dermed til den olympiske håndboldturnering. I forvejen var værtslandet Sydkorea og de seks bedst placerede hold ved A-VM 1986, Jugoslavien, Ungarn, DDR, Sverige, Spanien og Island, kvalificeret til OL. Efterfølgende kvalificerede USA, Algeriet og Japan sig til OL ved at vinde OL-kvalifikationsturneringerne på deres respektive kontinenter.
De to lavest placerede europæiske hold, Italien og Finland rykkede ned i C-VM.

## Resultater

### Indledende runde
De 16 deltagende hold var inddelt i fire grupper med fire hold i hver, og i hver gruppe spillede holdene en enkeltturnering alle-mod-alle. De tre gruppevindere, tre -toere og tre -treere gik videre til mellemrunden, hvor de blev inddelt i to nye grupper med seks hold, mens de øvrige fire hold spillede videre om 13.- til 16.-pladsen.

#### Gruppe A
| Dato  | Kamp               | Res.  | Pause | Spillested |
| ----- | ------------------ | ----- | ----- | ---------- |
| 17.2. | Polen – Italien    | 20–16 | 12-40 | Rovereto   |
| 17.2. | Rumænien – Finland | 29–23 | 17-90 | Rovereto   |
| 18.2. | Rumænien – Italien | 23–14 | 12-60 | Rovereto   |
| 18.2. | Polen – Finland    | 35–23 | 17-10 | Rovereto   |
| 20.2. | Italien – Finland  | 19–19 | 10-70 | Rovereto   |
| 20.2. | Polen – Rumænien   | 27–21 | 12-90 | Rovereto   |

| Gruppe   | Kampe | Mål   | Point |
| -------- | ----- | ----- | ----- |
| Polen    | 3     | 82-60 | 6     |
| Rumænien | 3     | 73-64 | 4     |
| Italien  | 3     | 49-62 | 1     |
| Finland  | 3     | 65-83 | 1     |

#### Gruppe B
| Dato  | Kamp                     | Res.  | Pause | Spillested |
| ----- | ------------------------ | ----- | ----- | ---------- |
| 17.2. | Norge – Japan            | 24–22 | 09-11 | Bolzano    |
| 17.2. | Sovjetunionen – Frankrig | 29–19 | 14-80 | Bolzano    |
| 18.2. | Frankrig – Norge         | 26–23 | 13-90 | Bolzano    |
| 18.2. | Sovjetunionen – Japan    | 31–14 | 14-70 | Bolzano    |
| 20.2. | Frankrig – Japan         | 24–22 | 10-90 | Bolzano    |
| 20.2. | Sovjetunionen – Norge    | 32–25 | 18-70 | Bolzano    |

| Gruppe        | Kampe | Mål   | Point |
| ------------- | ----- | ----- | ----- |
| Sovjetunionen | 3     | 92-58 | 6     |
| Frankrig      | 3     | 69-74 | 4     |
| Norge         | 3     | 72-80 | 2     |
| Japan         | 3     | 58-79 | 0     |

#### Gruppe C
| Dato  | Kamp                 | Res.  | Pause | Spillested |
| ----- | -------------------- | ----- | ----- | ---------- |
| 17.2. | Schweiz – Tunesien   | 24–19 | 12-90 | Meran      |
| 17.2. | Danmark – Bulgarien  | 25–16 | 13-50 | Meran      |
| 19.2. | Danmark – Tunesien   | 28–15 | 11-50 | Meran      |
| 19.2. | Schweiz – Bulgarien  | 17–16 | 8-8   | Meran      |
| 20.2. | Bulgarien – Tunesien | 21–20 | 13-90 | Meran      |
| 20.2. | Danmark – Schweiz    | 15–15 | 8-8   | Meran      |

| Gruppe    | Kampe | Mål   | Point |
| --------- | ----- | ----- | ----- |
| Danmark   | 3     | 68-46 | 5     |
| Schweiz   | 3     | 56-50 | 5     |
| Bulgarien | 3     | 53-62 | 2     |
| Tunesien  | 3     | 54-73 | 0     |

#### Gruppe D
| Dato  | Kamp                         | Res.  | Pause | Spillested |
| ----- | ---------------------------- | ----- | ----- | ---------- |
| 17.2. | Tjekkoslovakiet – Brasilien  | 39–10 | 23-40 | Brixen     |
| 17.2. | Vesttyskland – USA           | 24–13 | 8-7   | Brixen     |
| 19.2. | Tjekkoslovakiet – USA        | 25–16 | 10-70 | Brixen     |
| 19.2. | Vesttyskland – Brasilien     | 35–23 | 17-12 | Brixen     |
| 20.2. | USA – Brasilien              | 22–13 | 9-8   | Brixen     |
| 20.2. | Tjekkoslovakiet – Vesttyskl. | 24–23 | 12-10 | Brixen     |

| Gruppe          | Kampe | Mål   | Point |
| --------------- | ----- | ----- | ----- |
| Tjekkoslovakiet | 3     | 88-49 | 6     |
| Vesttyskland    | 3     | 82-60 | 4     |
| USA             | 3     | 51-62 | 2     |
| Brasilien       | 3     | 46-96 | 0     |

### Mellemrunde
De tolv hold var inddelt i to grupper med seks hold i hver, og i hver gruppe spillede holdene en enkeltturnering alle-mod-alle. Resultater af indbyrdes opgør mellem hold fra samme indledende gruppe blev overført til mellemrunden. De to gruppevindere gik videre til finalen, og toerne gik videre til bronzekampen. Treerne spillede videre i kampen om 5.-pladsen, mens firerne spillede om 7.-pladsen, femmerne om 9.-pladsen og sekserne om 11.-pladsen.

#### Gruppe I
| Dato  | Kamp                     | Res.  | Pause | Spillested |
| ----- | ------------------------ | ----- | ----- | ---------- |
| 22.2. | Rumænien – Frankrig      | 27–19 | 14-12 |            |
| 22.2. | Polen – Norge            | 34–24 | 17-13 |            |
| 22.2. | Sovjetunionen – Italien  | 27–12 | 15-30 | Brixen     |
| 24.2. | Norge – Italien          | 24–19 | 12-90 | Rovereto   |
| 24.2. | Polen – Frankrig         | 31–22 | 17-90 | Rovereto   |
| 24.2. | Sovjetunionen – Rumænien | 30–22 | 15-80 |            |
| 26.2. | Frankrig – Italien       | 20–20 | 10-90 | Rovereto   |
| 26.2. | Sovjetunionen – Polen    | 33–27 | 13-10 |            |
| 26.2. | Rumænien – Norge         | 31–26 | 12-14 |            |

| Gruppe        | Kampe | Mål     | Point |
| ------------- | ----- | ------- | ----- |
| Sovjetunionen | 5     | 151-105 | 10    |
| Polen         | 5     | 139-116 | 8     |
| Rumænien      | 5     | 124-116 | 6     |
| Frankrig      | 5     | 106-130 | 3     |
| Norge         | 5     | 122-142 | 2     |
| Italien       | 5     | 081-114 | 1     |

#### Gruppe II
| Dato  | Kamp                        | Res.  | Pause | Spillested |
| ----- | --------------------------- | ----- | ----- | ---------- |
| 22.2. | Danmark – USA               | 23–15 | 8-7   | Bolzano    |
| 22.2. | Tjekkoslovakiet – Bulgarien | 21–21 | 10-80 |            |
| 22.2. | Vesttyskland – Schweiz      | 22–17 | 09-10 | Rovereto   |
| 24.2. | Bulgarien – USA             | 21–19 | 10-60 |            |
| 24.2. | Vesttyskland – Danmark      | 23–17 | 11-12 | Brixen     |
| 24.2. | Tjekkoslovakiet – Schweiz   | 20–19 | 11-70 | Bolzano    |
| 26.2. | Vesttyskland – Bulgarien    | 25–18 | 12-60 | Brixen     |
| 26.2. | Tjekkoslovakiet – Danmark   | 23–20 | 10-11 | Brixen     |
| 26.2. | Schweiz – USA               | 26–10 | 11-50 | Bolzano    |

| Gruppe          | Kampe | Mål     | Point |
| --------------- | ----- | ------- | ----- |
| Tjekkoslovakiet | 5     | 113-990 | 9     |
| Vesttyskland    | 5     | 117-890 | 8     |
| Schweiz         | 5     | 94-83   | 5     |
| Danmark         | 5     | 100-920 | 5     |
| Bulgarien       | 5     | 092-107 | 2     |
| USA             | 5     | 073-119 | 0     |

### Placeringskampe
| Dato                | Tid                 | Kamp                          | Res.                | Pause               | Spillested          |
| Kamp om 11.-pladsen | Kamp om 11.-pladsen | Kamp om 11.-pladsen           | Kamp om 11.-pladsen | Kamp om 11.-pladsen | Kamp om 11.-pladsen |
| ------------------- | ------------------- | ----------------------------- | ------------------- | ------------------- | ------------------- |
| 28.2.               |                     | USA – Italien                 | 20–17               | 12-90               | Bolzano             |
| Kamp om 9.-pladsen  |                     |                               |                     |                     |                     |
| 27.2.               |                     | Norge – Bulgarien             | 29–26               | 14-11               | Bolzano             |
| Kamp om 7.-pladsen  |                     |                               |                     |                     |                     |
| 27.2.               |                     | Danmark – Frankrig            | 23–19               | 12-10               | Meran               |
| Kamp om 5.-pladsen  |                     |                               |                     |                     |                     |
| 27.2.               | 20:00               | Rumænien – Schweiz            | 22–19               | 12-12               | Rovereto            |
| Bronzekamp          |                     |                               |                     |                     |                     |
| 27.2.               |                     | Polen – Vesttyskland          | 24–20               | 13-80               |                     |
| Finale              |                     |                               |                     |                     |                     |
| 28.2.               |                     | Sovjetunionen – Tjekkoslovak. | 23–18               | 12-90               | Bolzano             |

### Placeringsrunde
Holdene, der sluttede på fjerdepladserne i grupperne i den indledende runde, spillede en enkeltturnering alle-mod-alle om 13.- til 16.-pladsen.
| Dato  | Kamp                 | Res.  | Pause | Spillested |
| ----- | -------------------- | ----- | ----- | ---------- |
| 22.2. | Finland – Tunesien   | 32–23 | 16-14 | Brixen     |
| 22.2. | Japan – Brasilien    | 23–16 | 8-6   |            |
| 24.2. | Finland – Japan      | 33–27 | 15-12 | Bolzano    |
| 24.2. | Brasilien – Tunesien | 27–25 | 09-11 |            |
| 26.2. | Tunesien – Japan     | 25–22 | 15-80 |            |
| 26.2. | Finland – Brasilien  | 40–25 | 19-80 | Meran      |

| Gruppe    | Kampe | Mål     | Point |
| --------- | ----- | ------- | ----- |
| Finland   | 3     | 105-750 | 6     |
| Japan     | 3     | 72-74   | 2     |
| Tunesien  | 3     | 73-81   | 2     |
| Brasilien | 3     | 68-88   | 2     |

### Samlet rangering
| Samlet rangering | Samlet rangering |
| ---------------- | ---------------- |
| Guld             | Sovjetunionen    |
| Sølv             | Tjekkoslovakiet  |
| Bronze           | Polen            |
| 4.               | Vesttyskland     |
| 5.               | Rumænien         |
| 6.               | Schweiz          |
| 7.               | Danmark          |
| 8.               | Frankrig         |
| 9.               | Norge            |
| 10.              | Bulgarien        |
| 11.              | USA              |
| 12.              | Italien          |
| 13.              | Finland          |
| 14.              | Japan            |
| 15.              | Tunesien         |
| 16.              | Brasilien        |